# Rummui kőbánya
A rummui kőbánya (észtül: Rummu karjäär) nagyrészt vízzel elöntött egykori mészkőbánya Észtországban. Harju megyében, a Lääne-Harju községhez tartozó Rummu településen található. A kőbányában főként rabok dolgoztak, akiket a bánya közelében lévő két egykori börtönben tartottak fogva. Napjainkban népszerű kirándulóhely.

## Története
A mészkőbányát 1938-ban nyitotta a Vaselammai Mészkő- és Márványfeldolgozó Vállalat. A bánya a vaselammai formáció néven ismert mészkőlerakódásra települt (a geológiai formáció a nevét a Vaselamma uradalomról kapta, ahol a kastély ebből a mészkőből készült.) A mészkőrétegek között vékony márgarétegek húzódnak. Az ott bányászott vasalemmai mészkövet vasalemmai márványnak is nevezik. Már a kezdeti időkben is a Murru börtön foglyai dolgoztak a bányában. Ez a szovjet időszakban is folytatódott.
Amíg a bánya működött, a feltörő talajvizet folyamatosan szivattyúzták. A bányában a kitermelés, valamint a talajvíz elvezetése az 1990-es években megszűnt, ezért a talajvíz emelkedni kezdett és a bánya nagy része mára víz alá került, egy mesterséges tavat képezve. A bánya melletti Murru börtönt 2013. január 1-jén zárták be.
Miután bezárták, a bánya népszerű kirándulóhely lett. Látványos fotótéma és több filmhez is forgattak jeleneteket ott. Többek között részben ott forgatták Alan Walker norvég DJ Faded című számának videóklipjét is (másik részét a tallinni Linna Hallnál). Nyári zenei és sportrendezvényeket is tartottak ott, kezdetben fürdésre is használták.
A vízben azonban egykori betonépítmények, fémszerkezetek, vezetékek, drótok találhatók, amelyek több balesetet, sérülést is okoztak. Ezért a fürdést korábban tiltották, 2016-tól pedig a bánya le is volt zárva. A bánya területe a KB Auto Eesti OÜ cég tulajdona, amely technológiai parkot tervez létrehozni a területen.
A bányát napjainkban a Rummu Invest OÜ cég tartja fenn, amely egy vízi parkot (veepark) is üzemeltet. Nyári időszakban a területen kávézó működik.

## Jellemzői
A kőbánya 2,5 km hosszú és 45–75 m széles, nyugat-keleti irányban húzódik végig Rummu falutól délre. A fejtés falmagassága kb. 7 m, ebből napjainkban 3 m a víz felett, 4 m-es rész a víz alatt található. A bányát elöntő víz egy 88 hektár vízfelszínű tavat képez, amely napjainkban Rummui-bányató néven ismert. A tó egy vízfelszínt alkot, de eredetileg két víztestként vették nyilvántartásba, egy keleti és egy nyugati bányatóként a bánya két egykori kialakításának megfelelően.
A hely egyik nevezetessége a bánya mellett felhalmozott, 71 m magas meddőhányó, a Rummui meddőhányó (észtül: Rummu aherainemägi), amely a víz eróziós tevékenysége nyomán jellegzetes csipkés alakot öltött az évek során.

## Látogatása
Busszal Tallinnból a Balti pályaudvar melletti helyközi autóbusz-állomásról induló 107, 146, 148, 149-es buszjáratokkal lehet eljutni (Rummu buszmegállónál kell leszállni). A buszok Tallinnban a Szabadság téren is megállnak.
A rummui kőfejtőbe a napi belépő 6 európa került. A víziparkban egy óra tartózkodás ára 10 euró. Fürödni a kijelölt helyen lehetséges, Vízbe ugrani a tó egész területén szigorúan tilos. A kőfejtő területe 10:00-18:00 között tart nyitva. A rummui börtén 11:00-18:00 között látogatható.

## Képek

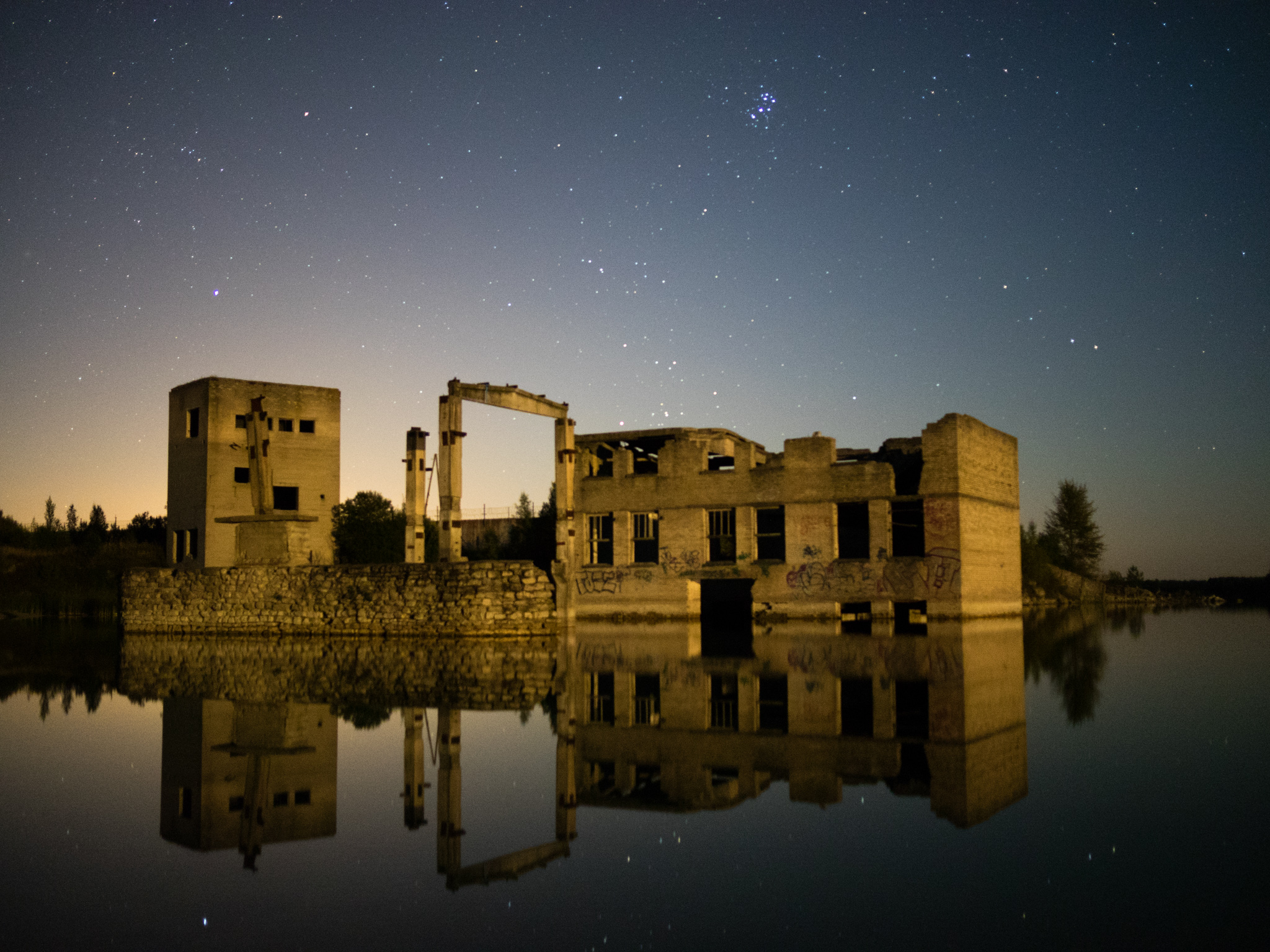
A kőfejtő részben víz alá került üzemépületei
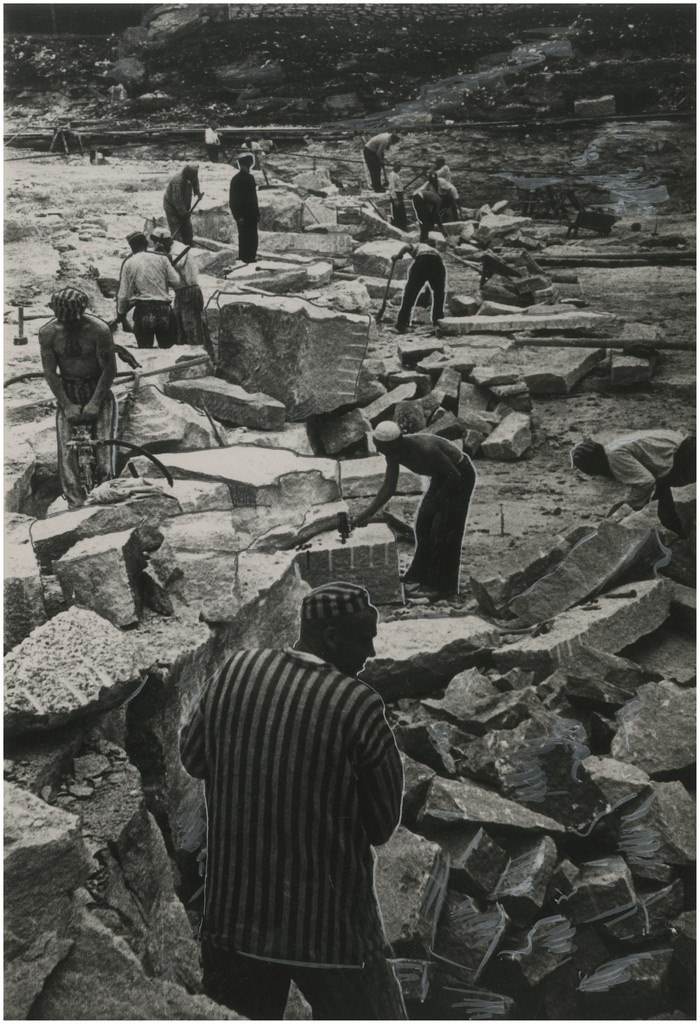
Rabok dolgoznak a kőfejtőben 1938-ban
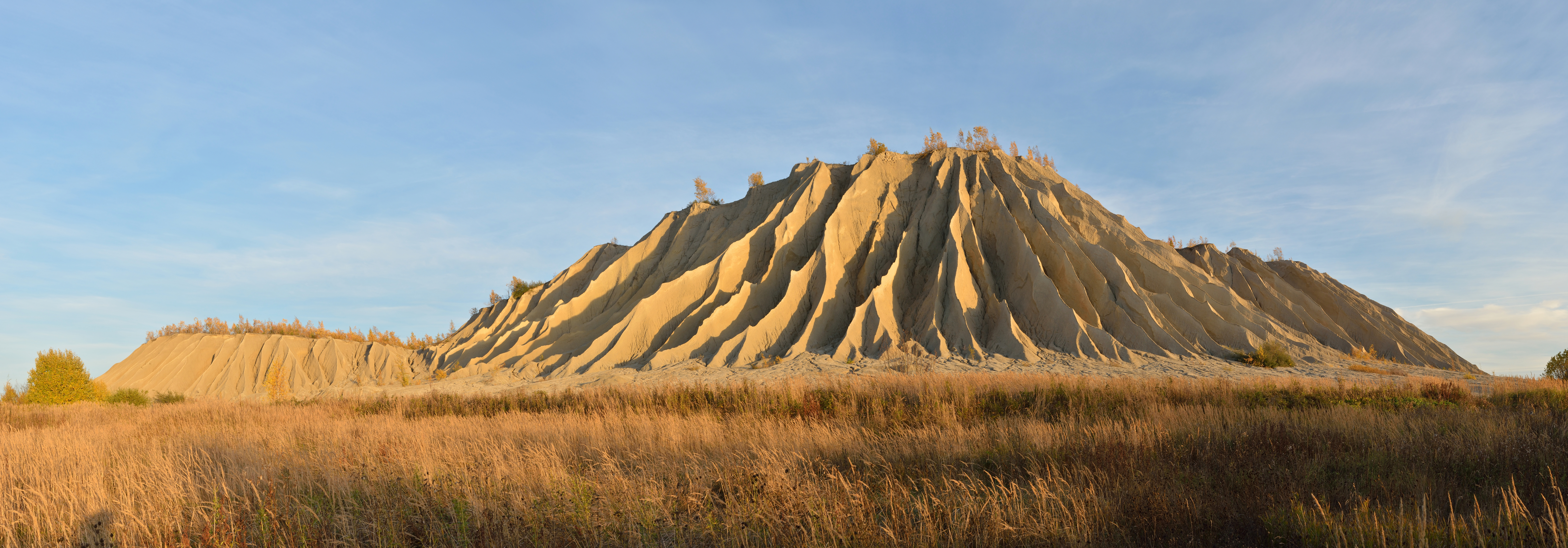
A rummui meddőhányó
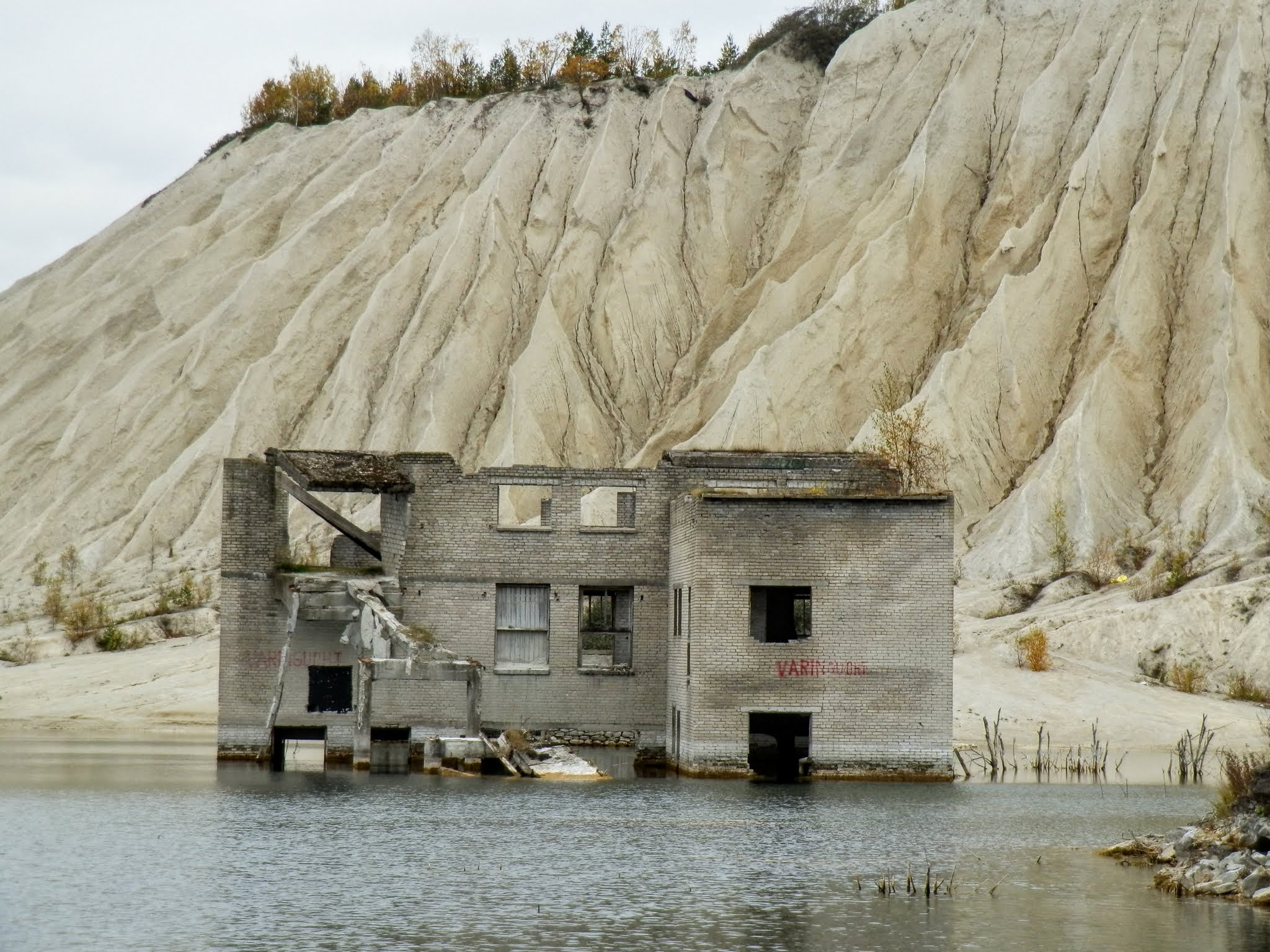
Az elhagyott kőfejtő 2015-ben